# Peuple Khinalug
Ne doit pas être confondu avec Khinalyg ou Khinalug (langue).

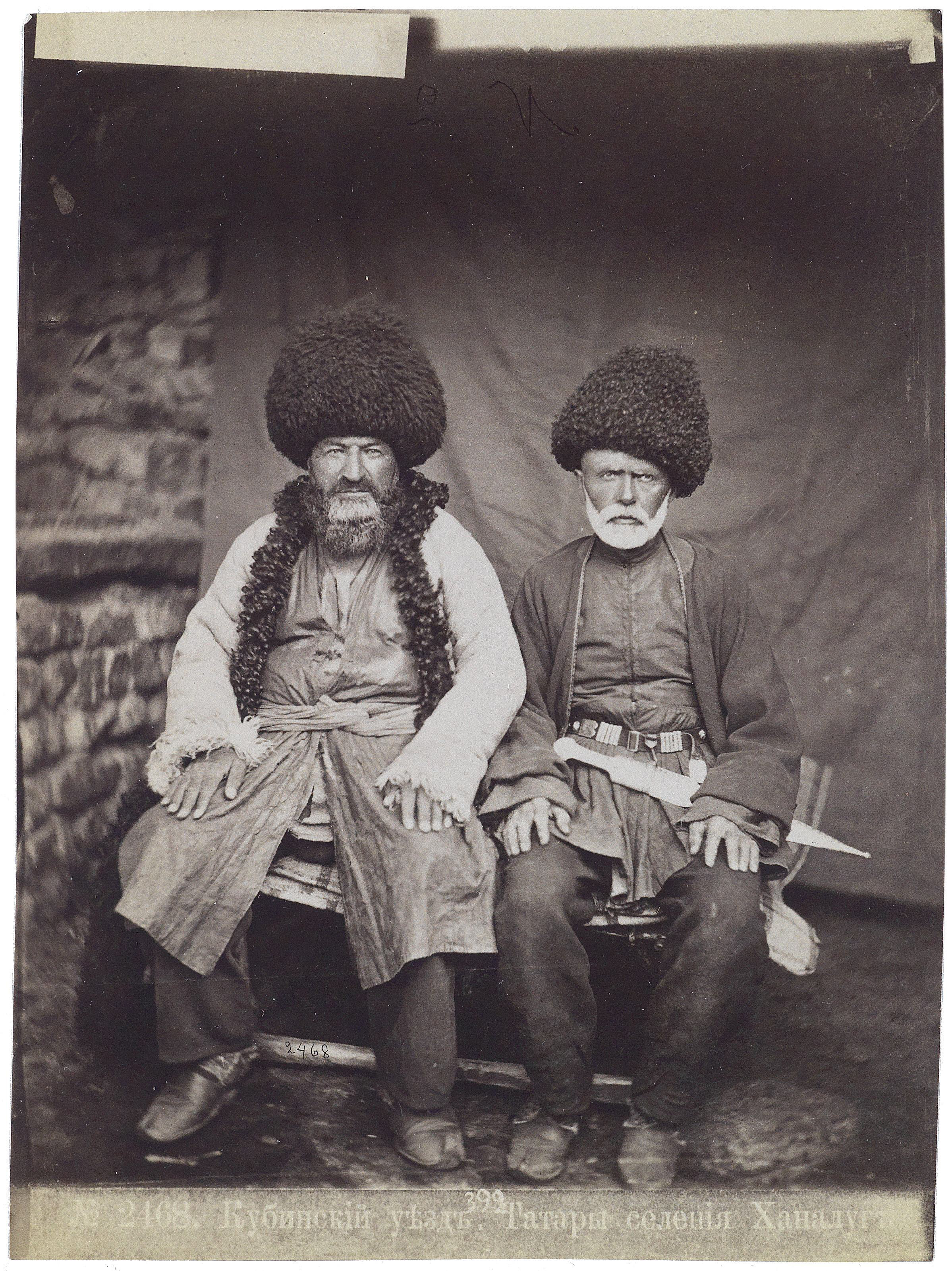
Deux hommes khinalugs photographiés dans les années 1880.

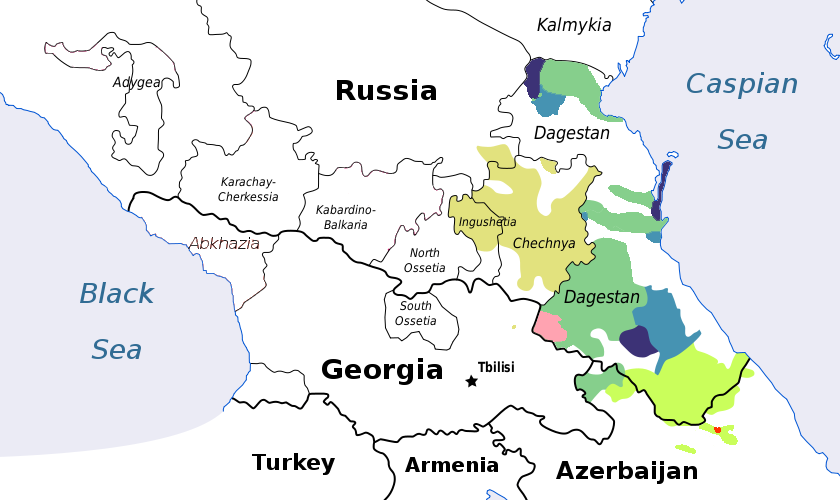
Distribution du peuple khinalug dans le Caucase (en rouge).

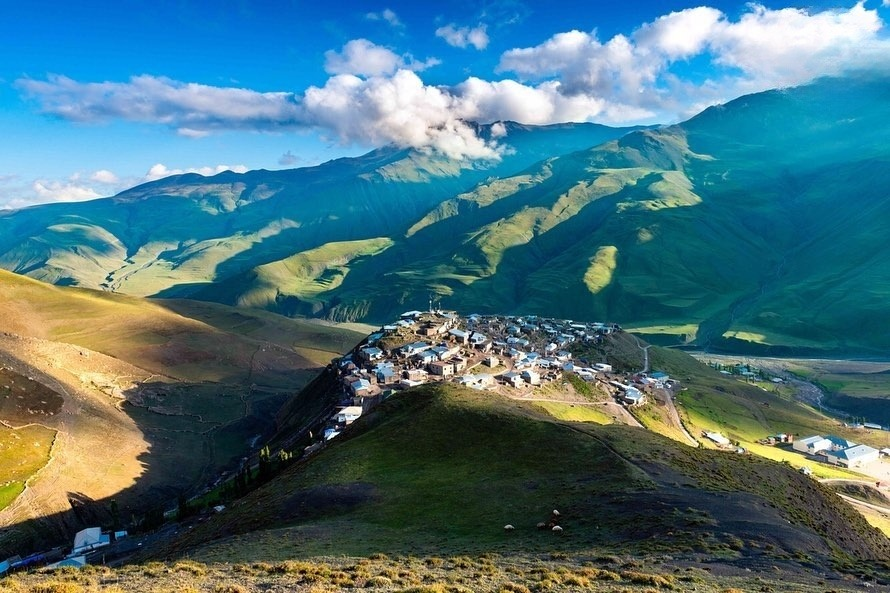
Vue du village de Khinalug.

Les Khinalugs (en azéri : Xınalıqlılar, en khinalug : кеттитурдур ou кетш халх) sont un peuple indigène d'Azerbaïdjan parlant la langue khinalug, une langue du Caucase du Nord-Est. Les Khinalugs sont indigènes du district de Quba et portent le nom de leur village principal, Khinalug. C'est l'un des peuples traditionnellement appelés Shahdagh (les deux autres étant le peuple boudoukh (en) et le peuple Kryts (en)).

## Histoire
Les premières informations écrites sur le peuple Khinalug datent du XVIIIe siècle. Faute d’informations sur leur histoire, il est impossible d’étudier leur ethnogenèse. Il y a eu quelques tentatives pour identifier une relation ethnogénétique entre le peuple Khinalug et les tribus de l'Albanie du Caucase.
A. Geybullaev considérait que l'endonyme ketid était lié au nom de l'une des tribus albanaises du Caucase, ket / gat.
Une autre tentative de retracer l'histoire du peuple khinalug a été faite par Anatoly Novoseltsev. Celui-ci écrit : « Parmi celles-ci [c'est-à-dire les tribus mentionnées dans l'Ashkharhatsuyts], je pense que les plus intéressantes sont les Khenuks (Khenuts), c'est-à-dire évidemment les Khinalugs, qui sont encore aujourd'hui une composante ethnique indépendante dans le nord de l'Azerbaïdjan ». Selon N. G. Volkova, une telle approche pour déterminer les relations ethnogénétiques est difficilement acceptable, puisque la théorie d'Anatoly Novoseltsev procède de la ressemblance de deux ethnonymes. Un autre scientifique, R. M. Magomedov, considérait que les Khenoks étaient des Routouls.
La première mention du toponyme Khinalug se trouve dans les travaux de Yaqut al-Hamawi au XVIIIe siècle. Les premières informations sur le peuple Khinalug datent également du XVIIIe siècle. Au XVIIIe siècle, ils constituaient une « communauté indépendante » (jamaat) assujettie au khanat de Chirvan et plus tard au khanat de Gouba. Bien qu'étant sujets du khan, les Khinalugs étaient, contrairement au reste de la population, libres de toute obligation et impôt, à l'exception du service militaire.
Lors du premier recensement de l'Union soviétique (en) en 1926, il y avait 105 Khinalugs en Azerbaïdjan. Déjà à l'époque, une partie des Khinalugs se considéraient comme des Azerbaïdjanais, à la fois par leur identification et par leur langue. Dans les années 1960, on leur propose d'être réinstallés dans les basses terres du district de Quba, mais ils refusent. Pendant longtemps, ils n’apparaissent dans aucun recensement. Leur nom est à nouveau apparu dans le recensement azerbaïdjanais de 2009.

## Langue
La langue khinalug est une langue du Caucase du Nord-Est et occupe une place particulière au sein de cette famille. Certains chercheurs considèrent cette langue comme un membre des langues lezgiques, tandis que d'autres pensent qu'elle forme sa propre branche indépendante au sein de la famille des langues du Caucase du Nord-Est,. L'orientaliste russe I. N. Berezin, qui a voyagé dans le Caucase du Sud dans les années 1840, a écrit : « On dit que dans le Khanat de Quba, il y a des antiquités vivantes. Ce sont les habitants de Khinalug, qui parlent une langue non humaine ou du moins non locale, cela n'est compris ni par les habitants de Quba, ni par les Lezghines ». Anatoliy Genko, qui a visité le village de Khinalug en 1926, a spéculé sur la proximité de la langue khinalug avec la langue oudi.
Comme la langue Khinalug n'est parlée que dans une seule localité, elle n'a pas de dialectes ; toutefois, quelques différences phonétiques ont été remarquées entre les parties supérieures, moyennes et inférieures du village. Le kinalug a été enseigné à l'école primaire entre 1993 et 1999, mais cet enseignement a ensuite été interrompu. On pense que la raison est le grand intérêt des parents pour les bonnes capacités de lecture et d'écriture de leurs enfants en langue azerbaïdjanaise.
En 2007, un nouvel alphabet basé sur l'écriture latine a été adopté.

## Religion
Les Khinalugs sont majoritairement des musulmans sunnites. Outre l'Aïd al-Fitr et l'Aïd al-Adha, ils célèbrent également le Novrouz.